# Copăceni (gmina w okręgu Ilfov)
Copăceni – gmina w południowej części okręgu Ilfov w Rumunii. Gmina powstała w 2005 r. z części gminy 1 Decembrie. W skład gminy wchodzi wieś Copăceni. W 2011 roku liczyła 3131 mieszkańców.